# Echinocereus knippelianus
Echinocereus knippelianus là một loài thực vật có hoa trong họ Cactaceae. Loài này được Liebner mô tả khoa học đầu tiên năm 1895.

## Hình ảnh

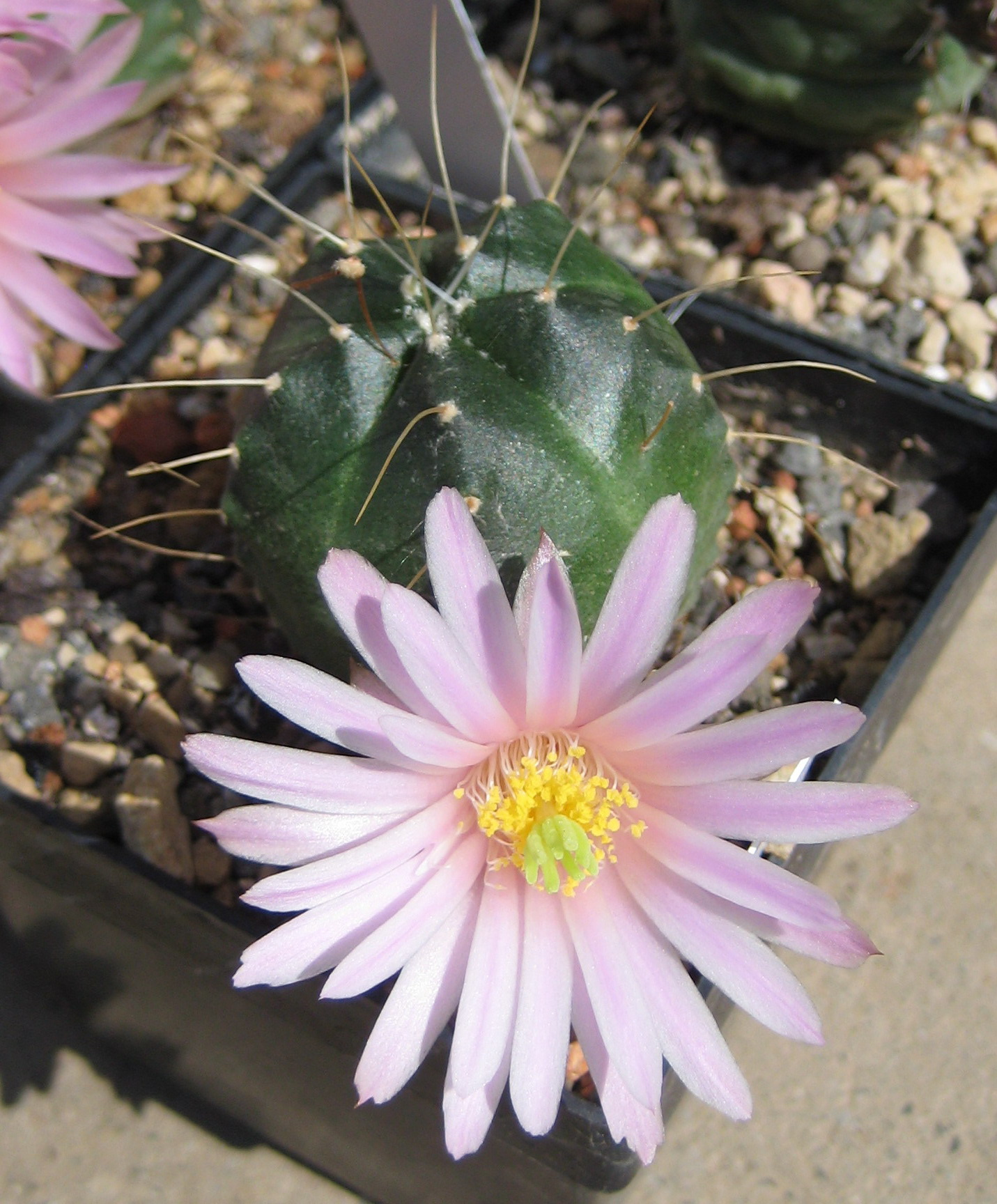
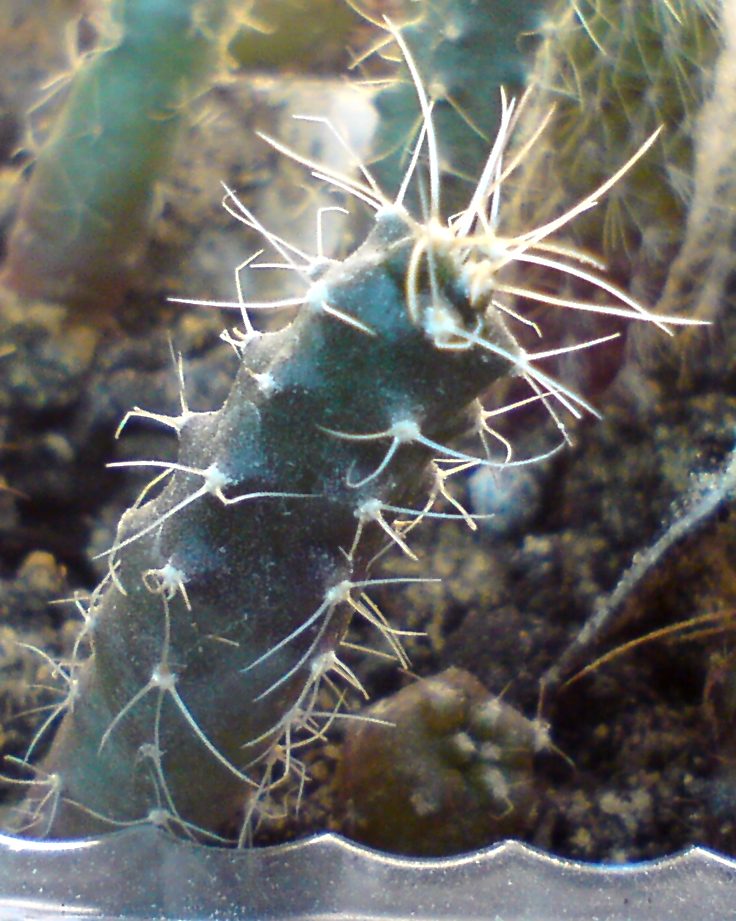
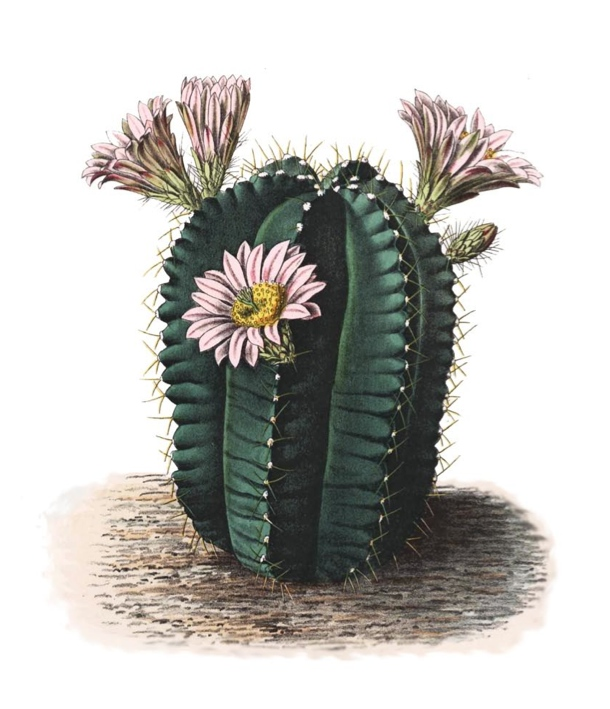
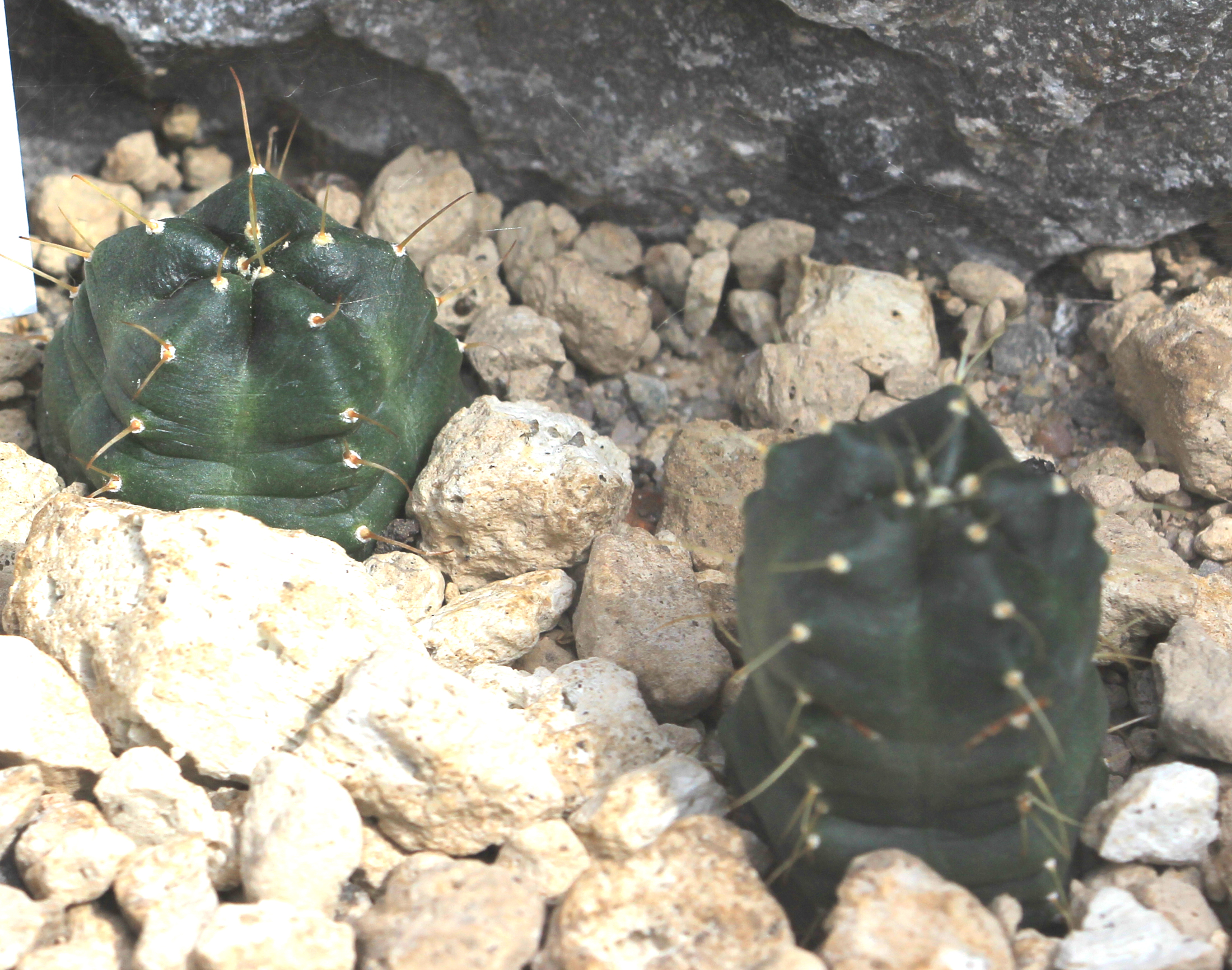